# Surazomus vaughani
Espèce
Surazomus vaughani est une espèce de schizomides de la famille des Hubbardiidae.

## Distribution
Cette espèce est endémique du Costa Rica.

## Description
Le mâle holotype mesure 2,60 mm et la femelle paratype 3,60 mm.

## Étymologie
Cette espèce est nommée en l'honneur de Christopher Vaughan.

## Publication originale
- Armas & Víquez, 2011 : Dos nuevas especies de Surazomus Reddell & Cokendolpher, 1995 (Schizomida: Hubbardiidae) de Costa Rica. Boletin de la Sociedad Entomológica Aragonesa, vol. 48, p. 77-86 (texte intégral).